# Dick Allen
Dick Allen, właśc. Richard Anthony Allen (ur. 8 marca 1942 w Wampum, zm. 7 grudnia 2020) – amerykański baseballista, który przez 15 sezonów występował w Major League Baseball na pozycji pierwszobazowego i trzeciobazowego. Był również wokalistą w zespołach rhythm and bluesowych.
W 1960 roku jako wolny agent podpisał kontrakt z Philadelphia Phillies wart 70 tysięcy dolarów; był to wówczas najwyższy kontrakt podpisany przez czarnoskórego zawodnika. Karierę rozpoczynał w klubach farmerskich Phillies, między innymi w Arkansas Travelers. W MLB zadebiutował 3 września 1963 roku w meczu przeciwko Milwaukee Braves. W sezonie 1964 został wybrany najlepszym debiutantem, a rok później wystąpił po raz pierwszy w Meczu Gwiazd.
W październiku 1969 przeszedł w ramach wymiany do St. Louis Cardinals, skąd po sezonie przeniósł się do Los Angeles Dodgers, a pod koniec 1971 podpisał kontrakt z Chicago White Sox. W sezonie 1972, będąc zawodnikiem White Sox, został wybrany MVP American League, zwyciężając w lidze między innymi w klasyfikacji slugging percentage (0,603), zdobytych home runów (37) oraz zaliczonych RBI (113). W 1974 ponownie był najlepszy w lidze w liczbie zdobytych home runów (32) oraz w slugging percentage (0,563). Przez następne dwa sezony występował w Philadelphia Phillies. Karierę zakończył w 1977 roku będąc zawodnikiem Oakland Athletics.
| Nagroda/wyróżnienie         | Lata                                     | Źródło |
| MVP American League         | 1972                                     | [ 2 ]  |
| 7× All-Star                 | 1965, 1966, 1967, 1970, 1972, 1973, 1974 | [ 7 ]  |
| NL Rookie of the Year Award | 1964                                     | [ 4 ]  |